# ダフマヌ・エル・ハラチ
ダフマヌ・エル・ハラチ（阿: دحمان الحراشي、仏: Dahmane El Harrachi、1926年7月7日 - 1980年8月31日）はアルジェリアのシャアビ歌手、作曲家。アルジェで生まれた。「ダフマン・エル・ハラシ」とも表記される。
彼の歌った「シャアビ」とは「大衆の」という意味を持った音楽。首都アルジェのカスバ (旧市街)を舞台に、アラブ＝アンダルース音楽を元に、より日常的な歌詞を歌い、ピアノやギターやバンジョー、マンドーラ (マンドリン属の楽器)など、アラブ伝統主義者には嫌われていた西洋楽器を積極的に取り入れた音楽だった。
フランスのアルジェリア移民であるラシッド・タハは、1998年のアルバム「ディワン」で彼の曲「Ya Rayah」を、2006年のアルバム「ディワン2」で「Kifache Rah」と「Maydoum」をカヴァーしている。

## ディスコグラフィー

### アルバム
- Ya el hadjla - やまうずら ～アルジェリア移民の声～ (1975)
- Dahmane El Harrachi (1978)
- 10 Années De Chansons
- Ansibak
- Le Chaâbi Volume I (1991)
- Best Of Dahmane El Harrachi
- Double Best (2010)